# Dívnoie (Stàvropol)
|  | Per a altres significats, vegeu «Dívnoie». |

Dívnoie (en rus: Дивное) és un poble del krai de Stàvropol, a Rússia, que en el cens del 2010 tenia 12.998 habitants.